# Бенейшида
Бенейшида, Бенехіда (валенс. Beneixida (офіційна назва), ісп. Benegida) — муніципалітет в Іспанії, у складі автономної спільноти Валенсія, у провінції Валенсія. Населення — 726 осіб (2010).

## Географія
Муніципалітет розташований на відстані близько 310 км на південний схід від Мадрида, 46 км на південь від Валенсії.

## Демографія
Динаміка населення (INE ):

## Галерея зображень

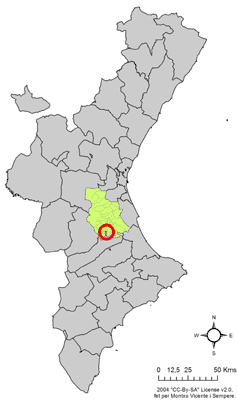
Розташування муніципалітету Бенейшида у автономній спільноті Валенсія
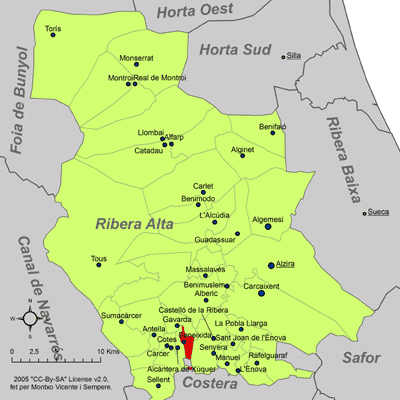
Розташування муніципалітету Бенейшида у комарці Рібера-Альта